# Redresseerstrook
Een redresseerstrook is een verharde strook die aanwezig kan zijn langs de buitenste rijstroken van een rijbaan en als doel heeft om uit de koers geraakte voertuigen op te vangen en terug op koers te brengen. 
De redresseerstrook is van de rijbaan gescheiden door een retroflecterende witte streep.
De redresseerstrook aan de rechterkant wordt vaak als fietsstrook gebruikt, maar is daarvoor, met een breedte van ca 20 cm, eigenlijk te smal.
In landelijk gebied ligt er vaak een 'jankstreep', die lawaai maakt als erover gereden wordt, zodat een ingedutte weggebruiker weer tot de orde wordt geroepen.
rijstrook · vluchtstrook · spitsstrook · invoegstrook · uitvoegstrook · weefstrook · bufferstrook · plusstrook · wisselstrook · redresseerstrook · voorsorteerstrook · klimstrook

Doelgroepstroken: busstrook · carpoolstrook · vrachtwagenstrook · fietsstrook · passeerstrook